# Dieter Wisliceny
Dietrich "Dieter" Wisliceny, född 13 januari 1911 i Regulowken, Kreis Angerburg, död 27 februari 1948 i Bratislava, var en tysk journalist och SS-officer. Han uppnådde tjänstegraden SS-Hauptsturmführer 1940. Han var äldre bror till Günther-Eberhardt Wisliceny, officer i Waffen-SS.
Under genomförandet av den slutgiltiga lösningen var Wisliceny delaktig i deportationen av judar från Slovakien, Grekland och Ungern till koncentrations- och förintelseläger som Auschwitz-Birkenau och Treblinka. Wisliceny, som var en av Adolf Eichmanns medhjälpare och rådgivare, utlämnades efter andra världskriget till Tjeckoslovakien, där han ställdes inför rätta för brott mot mänskligheten. Han dömdes till döden och avrättades.

## Biografi
Dieter Wisliceny föddes i Ostpreussen 1911. Han studerade teologi men avbröt studierna och tog anställning vid en byggnadsfirma. Han inträdde 1931 i Nationalsocialistiska tyska arbetarepartiet (NSDAP) och 1934 i Schutzstaffel (SS) och Sicherheitsdienst (SD), NSDAP:s säkerhetstjänst. Från 1934 till 1937 var han anställd vid Sicherheitsdiensts huvudkontor i Berlin, först vid avdelningen för bevakning av frimurare och därefter vid avdelningen för bevakning av judar, avdelning II:112, vilken senare kom att benämnas avdelning IV:B4 i det 1939 bildade Reichssicherheitshauptamt (RSHA), Tredje rikets säkerhets- och underrättelseministerium. Från mars till november 1937 var Wisliceny Adolf Eichmanns chef och överordnade vid avdelning II:112. Eichmann hade vid denna tid visserligen samma tjänstegrad som Wisliceny, SS-Hauptscharführer, men Wislicenys högre utbildning gjorde honom mera kvalificerad att leda en avdelning.
Under genomförandet av den slutgiltiga lösningen hade Wisliceny till uppgift att deportera judar till getton och avveckla flera viktiga judiska samhällen i det av Nazityskland ockuperade Europa, bland annat i Slovakien, Grekland och Ungern.

### Slovakien
Den 14 mars 1939 förklarade sig Slovakien självständigt och dagen därpå tågade tyska trupper in i landet. Slovakien åtnjöt en nominell självständighet under president Jozef Tiso. I september 1940 skickades Wisliceny till Bratislava som den slovakiska regeringens rådgivare i judefrågor. I november 1940 anslöt sig Slovakien till tremaktspakten och deportation av landets judar planerades. Efter påtryckningar från Tyskland antog Slovakien antijudiska lagar som var inspirerade av Nürnberglagarna och 1941 tvingades Slovakiens judar att bära den gula sexuddiga judestjärnan. Under 1942 deporterades omkring 70 000 judar från Slovakien; 60 000 av dessa mördades av nazisterna.
Under de antijudiska aktionerna i Ungern 1944 tillhörde Wisliceny Sondereinsatzkommando Eichmann.

### Efter andra världskriget
Wisliceny var ett av åklagarsidans vittnen vid Nürnbergprocessen 1945–1946, och hans vittnesmål användes även 1961 vid rättegången mot Adolf Eichmann. Wisliceny utlämnades till Tjeckoslovakien, där han ställdes inför rätta som krigsförbrytare. Han dömdes till döden och avrättades genom hängning 1948.